# ノニガナ
ノニガナ（野苦菜、学名：Ixeris polycephala）は、キク目キク科の越年草。川原などのやや湿っぽい土で育ち、高さ15〜50cm程度に育つ。日本では本州から九州にかけて分布し、4月から5月にかけて開花する。花は黄色。